# 公園村 (加利福尼亞州因約縣)
公園村（英語：Park Village）是位於美國加利福尼亞州因約縣的一個非建制地區。該地的面積和人口皆未知。

## 地理
公園村的座標為36°30′40″N 116°51′20″W / 36.51111°N 116.85556°W，而該地的平均海拔高度為74米（即243英尺）。